# Dares planissimus
Dares planissimus är en insektsart som beskrevs av Bragg 1998. Dares planissimus ingår i släktet Dares och familjen Heteropterygidae. Inga underarter finns listade i Catalogue of Life.